# Kallang
Kallang è una suddivisione urbana della città-Stato di Singapore. È conosciuta soprattutto perché vi si trovano lo stadio Nazionale di Singapore e il Singapore Indoor Stadium. 
Kallang, che occupa un'area di 9,17 chilometri quadrati, è attraversata dall'omonimo fiume e contiene numerosi luoghi storici nazionali come il tempio sikh centrale e il primo aeroporto civile di Singapore aperto nel 1937 e operativo fino al 1955.